# 河南路602号别墅
29°34′02″N 115°58′23.6″E / 29.56722°N 115.973222°E

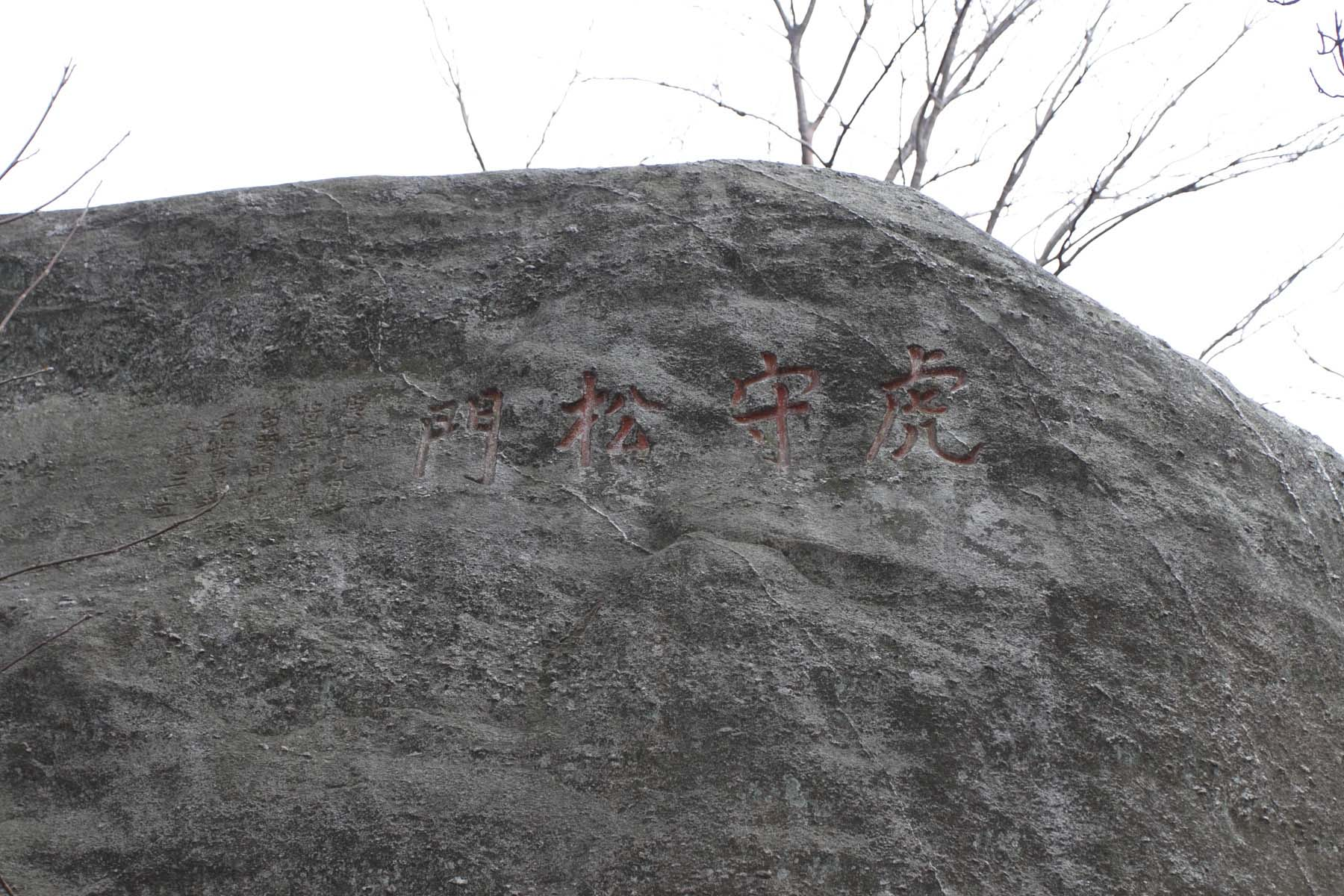
“虎守松門 庚午九月 將去山居 留題門前石 散原老人陳三立”

河南路602号别墅位于中国江西省九江市庐山牯岭“月照松林”旁，又称松门别墅，于2000年被列为江西省文物保护单位。

## 景观
“月照松林”“虎守松门”石刻下有一小路往北，行数十米即见一幢松林中的别墅。该别墅建于20世纪20年代，由挪威人建造。1929年陈寅恪用留学国外滞寄的“官费”为其父陈三立购买，取名“松门别墅”。1930年陈三立迁居北京，该别墅由陈寅恪二哥陈隆恪居住。后来又由陈寅恪大哥陈衡恪之子、庐山植物园创建者之一陈封怀居住。陈封怀调任广州华南植物园后，1959年该别墅售予江西省文艺工会。现在该别墅产权归庐山管理局所有。
陈寅恪在1945年4月30日所作的七律《忆故居》序中写道“寒家有先人之敝庐二，……，一曰松门别墅，在庐山之牯岭，前有巨石，先君题‘虎守松门’四大字。”
松门别墅占地约170平方米，两层，德国式大坡屋面。平面呈“┏”形，为东西和南北两个走向。东西走向为主体，两层都是石墙。西侧部分向南突出，形成南北走向，突出部分原为一层，为石墙，后用红色的雨林板搭建了第二层。